# 絕世好賓
《絕世好賓》，是2004年5月上映，阮世生执導，梁詠琪、劉青雲主演的愛情喜劇電影。

## 劇情
富家千金 Jennifer（梁詠琪 飾）嬌生慣養、揮金如土、不懂世務，其父億萬富翁方國立（周驄 飾）希望將女兒訓練成能自立的人，聘請離職警探陳志傑（劉青雲 飾）假扮菲籍保鏢兼司機協助，過程中搞出笑話連場。她能否通过父亲为她精心策划的考验？

## 演員表
| 演員   | 角色 | 關係 / 背景                                                     |
| 梁詠琪 | Jennifer（珍妮花） | 千金小姐 方國立之女                                             |
| 劉青雲 | 陳志傑 | 接受「特別任務」，假扮菲籍私人助理 Mario（馬里奧）幫助 Jennifer |
| 許紹雄 | 許警司 | 陳志傑舊上司，介紹陳志傑去應徵，並替陳志傑掩飾身分              |
| 周驄   | 方國立 | 香港億萬富翁，身家過千億，希望將女兒 Jennifer 訓練成能自立的人  |
| 詹瑞文 | 深水埗區區議員詹鈺成 嫖客 食環署衛生督察 A貨小販 理髮店老闆飛哥 執紙皮婆婆 外圍投注表哥Peter仔 欠債表弟 乞丐 （一人分飾九角） |                                                                 |
| 方家煌 | |                                                                 |
| 高遠   | 寶雯 | 方國立秘書，假裝出賣老闆 （粵語版由江美儀配音）                 |
| 劉以達 | 劉建明 | 醫生（假扮），同樣由方國立聘請                                  |
| 羅冠蘭 | 英姐 | 方國立管家                                                      |
| 陸劍明 | （未具名） | 原應徵 Jennifer 保鏢，後成為方國立公司保安                      |
| 段偉倫 | （未具名） | 原應徵 Jennifer 保鏢，後成為方國立公司保安                      |
| 立威廉 | （未具名） | 應徵 Jennifer 保鏢                                              |
| 路斯明 | Samson |                                                                 |
| 梁慧恩 | |                                                                 |
| 岑寶兒 | |                                                                 |
| 潘冠霖 | |                                                                 |

## 電影歌曲
| 歌名         | 作曲   | 作詞   | 演唱者 |
| 《狠心愛我》 | 梁詠琪 | 陳少琪 | 梁詠琪 |
| 《堅持到底》 | 吳劍泓 | 林怡鳳 | 阿杜   |

## 獎項
| 頒獎典禮             | 獎項       | 名單   | 結果 |
| -------------------- | ---------- | ------ | ---- |
| 第24屆香港電影金像獎 | 最佳男配角 | 詹瑞文 | 提名 |

## 外部連結
- 開眼電影網上《絕世好賓》的資料（繁體中文）
- 香港影庫上《絕世好賓》的資料（繁體中文）
- 时光网上《絕世好賓》的資料（简体中文）
- 豆瓣电影上《絕世好賓》的資料 （简体中文）
- 爛番茄上《絕世好賓》的資料（英文）
- AllMovie上《絕世好賓》的资料（英文）
- 互联网电影数据库（IMDb）上《絕世好賓》的资料（英文）